# Giacomo Longo (politico)
Giacomo Longo (Napoli, 9 gennaio 1818 – Roma, 30 luglio 1906) è stato un militare e politico italiano.

## Biografia
Ex-allievo della Scuola Militare Nunziatella, nel 1847 fu arrestato con accuse di liberalismo e poi liberato durante i moti del 1848, dove fu colonnello dell'esercito del governo provvisorio di Sicilia.
Divenuto nemico dei Borbone, fu imprigionato in Calabria e condannato al carcere a vita.
Nel 1860 fu liberato e divenne ministro della guerra del governo dittatoriale di Giuseppe Garibaldi; fu ferito in combattimento durante la battaglia del Volturno.
Fu eletto deputato alla Camera per l'VIII legislatura il 28 dicembre 1861 per il circondario del quartiere Montecalvario di Napoli.
La candidatura e l'elezione avvennero a sua insaputa, tanto che ne venne a conoscenza leggendo un giornale al caffè Florio di Torino. Sebbene fosse inizialmente contrario ad accettare, fu convinto da diversi amici, tra cui Carlo Poerio. La scarsa dimestichezza con il mondo parlamentare, e la ripugnanza rispetto al prendere la parola in pubblico, lo portarono ad essere poco incisivo nei lavori. A tal proposito, scrisse successivamente: "Il mio passaggio alla Camera non lasciò traccia né poteva. Feci poco, perché poco sapevo e potevo fare. Poco uso a parlare, ripugnante a quelle lotte, mi affaticai, studiai molto negli archivi della Camera, tanto per apprendere qualche cosa, per adempiere meglio il nuovo ufficio al quale ero chiamato; ma nulla conchiusi, mancava la stoffa.".
Nel 1870 divenne tenente generale del Regio esercito.
Fu nominato senatore del Regno il 28 febbraio 1876, e neanche il nuovo incarico lo spinse a farsi parte maggiormente attiva. Scrisse a tal proposito "Al Palazzo Madama l'opera mia è stata sinora e sarà pur sempre assai modesta. E la ragione l'ho detta innanzi: scarsezza di mezzi, ripugnanza a parlare in pubblico ...! Votai per l'abolizione della pena di morte, votai contro la soppressione degli ordini religiosi."